# Euthalia phineas
Euthalia phineas är en fjärilsart som beskrevs av Hans Fruhstorfer 1913. Euthalia phineas ingår i släktet Euthalia och familjen praktfjärilar. Inga underarter finns listade i Catalogue of Life.